# Kilis (provincie)
Kilis is een provincie in Turkije. De provincie is 1444 km² groot en heeft 147.920 inwoners (2022). De hoofdstad is het gelijknamige Kilis.

## Bevolking
Op 31 december 2019 telde de provincie Kilis 142.541 inwoners. Een meerderheid van de inwoners woont in het district Kilis. De districten Elbeyli en Polateli zijn vrij dunbevolkt, met 5.325 respectievelijk 5.190 inwoners.  De bevolking van Kilis is jonger de rest van Turkije: ongeveer 28,6% is jonger dan 15 jaar en 55,9% is jonger dan 30 jaar, terwijl 8% van de bevolking 65 jaar of ouder is. Jaarlijks worden er ongeveer tussen de 2800 en 3000 kinderen geboren. Dat resulteert in een geboortecijfer van ongeveer 22‰. Er sterven jaarlijks ongeveer 700 à 800 mensen: het sterftecijfer is ongeveer 6‰. Het vruchtbaarheidscijfer is relatief hoog, namelijk 2,83 kinderen per vrouw.
| Bevolking | onbekend | onbekend | onbekend | onbekend | onbekend | onbekend | onbekend | 114.724 | 123.135 | 142.541 |

Op 14 februari 2020 telde de provincie Kilis 115.934 Syrische vluchtelingen, hetgeen gelijk is aan 81,33% van de bevolking. Hiermee heeft Kilis het hoogste percentage vluchtelingen in Turkije.

## Bestuurlijke indeling

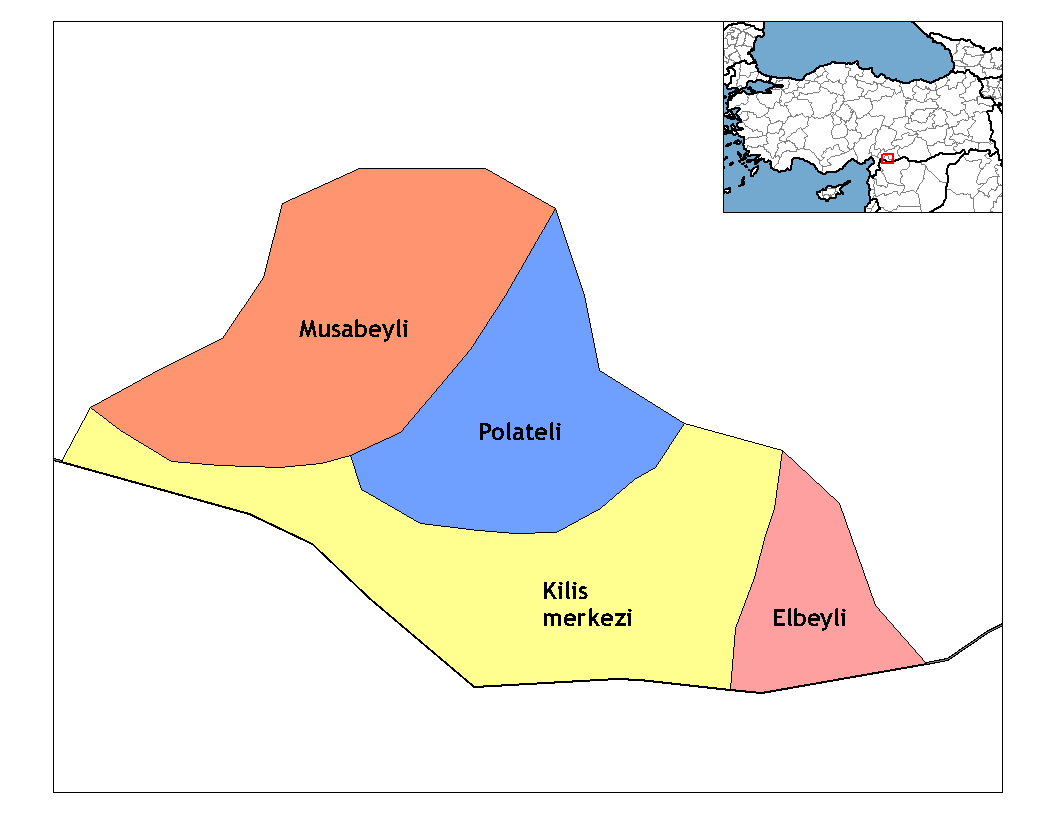
Districten van Kilis

### Districten
De provincie bestaat uit de volgende vier districten:
| - Elbeyli - Kilis | - Musabeyli - Polateli |